# Gatlin Green

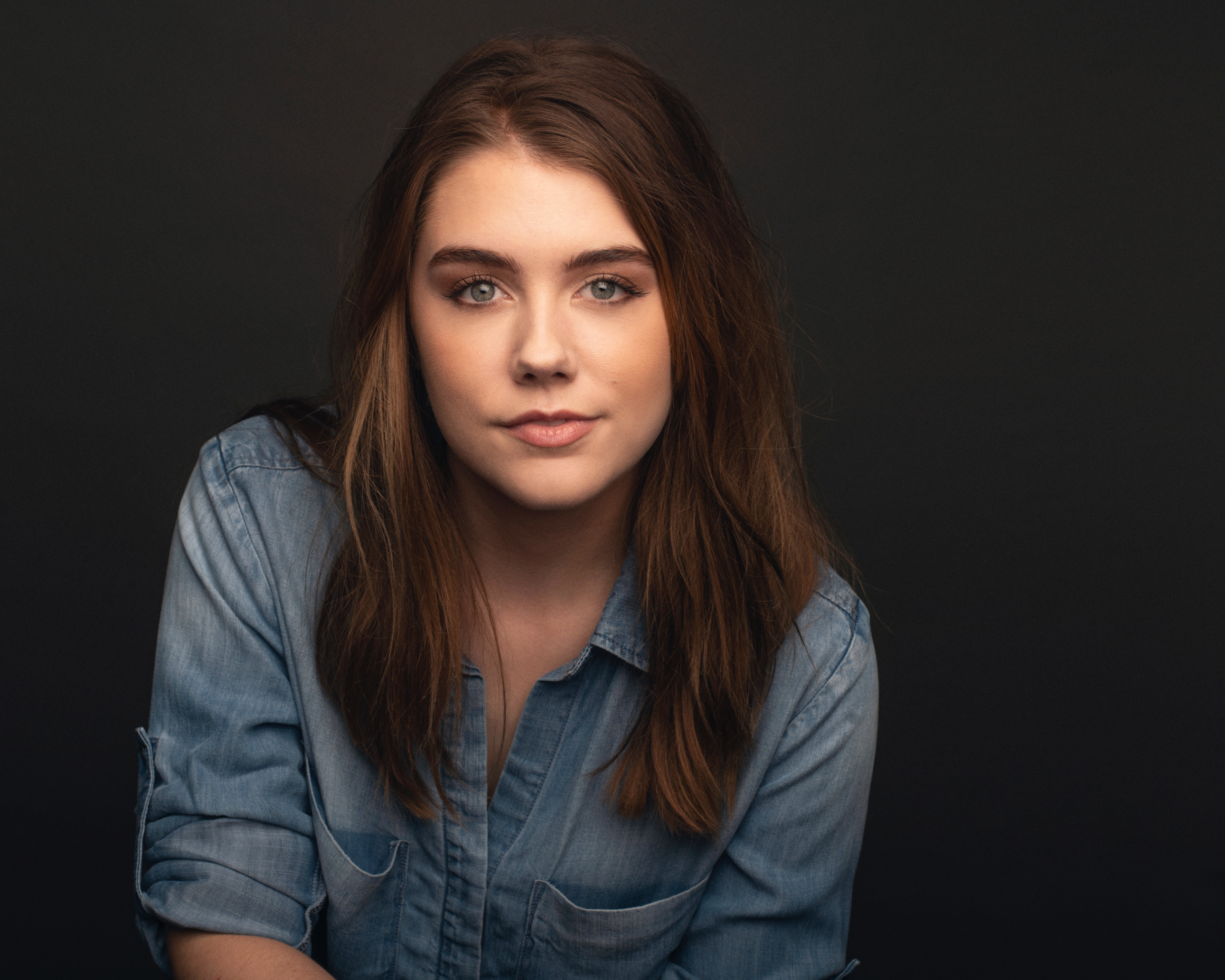
Gatlin James

Gatlin Kate James, geborene Green (* 7. Juli 1997 in Nashville, Tennessee) ist eine US-amerikanische Schauspielerin und Singer-Songwriterin.

## Frühe Jahre und Karriere
Gatlin Green wurde in Nashville geboren. Sie hat einen älteren und drei jüngere Brüder. Bereits im Alter von vier Jahren stand sie für Werbespots vor der Kamera. Mit ihrem älteren Bruder Cooper Green, der ebenfalls gelegentlich als Schauspieler arbeitet, bildet sie das Folk-Duo Cooper & Gatlin, das bereits einige Lieder veröffentlichte.
2005 war sie im Alter von acht Jahren im Film Daltry Calhoun erstmals vor der Kamera zu sehen. In den nächsten Jahren trat sie überwiegend in Kurzfilmen auf, bevor sie 2015 als Emily Duval für die Miniserie Heroes Reborn besetzt wurde. Anschließend trat sie auch in Criminal Minds, Liv und Maddie, Astrid Clover und Roommates auf. 2017 trat sie in einem Promotionvideo der American Heart Association auf und war zudem im Independentfilm Flock of Four zu sehen. 2018 trat sie in einer Gastrolle in der Serie Code Black auf.

## Persönliches
2017 heiratete sie den Schauspieler Austin James und trägt seitdem dessen Nachnamen. Auf der Plattform YouTube betreiben die beiden einen Kanal unter dem Namen Gatlin & Austin James, auf dem sie Vlogs über ihr Leben hochladen. Bei ihren Schauspielauftritten wird James weiterhin unter dem Namen Gatlin Green gelistet.

## Filmografie (Auswahl)
- 2005: Daltry Calhoun
- 2005: Ein Königreich für ein Lama 2 – Kronks großes Abenteuer (Kronk's New Groove, Stimme)
- 2012: Stranger in My Own Town (Kurzfilm)
- 2012: Fortune Cookie (Kurzfilm)
- 2012: Finding Cody
- 2013: Twang (Fernsehfilm)
- 2015: Criminal Minds (Fernsehserie, Episode 10x19)
- 2015: Astrid Clover (Fernsehserie, 4 Episoden)
- 2015: Liv und Maddie (Live and Maddie, Fernsehserie, 2 Episoden)
- 2015–2016: Heroes Reborn (Miniserie, 13 Episoden)
- 2016: Roommates (Fernsehserie, 2 Episoden)
- 2016: His Secret Past (Fernsehfilm)
- 2017: Flock of Four
- 2018: Brimming with Love (Fernsehfilm)
- 2018: Code Black (Fernsehserie, Episode 3x10)
- 2019: Viral: The Musical (Kurzfilm)
- 2020: Emerson Heights
- 2021: Birdie